# Напуљска тетралогија
Напуљска тетралогија је серијал књига из 4 дела италијанске ауторке Елене Феранте, који укључује следеће романе: Моја генијална пријатељица (2011), Прича о новом презимену (2012), Прича о онима који одлазе и они који остају (2013) и Прича о изгубљеној девојчици (2014).
Тетралогија је окарактерисана као образовни роман, или прича о пунолетству. У интервјуу за магазин, Елена Феранте је изјавила да сматра да су ове четири књиге „један роман“, серијски објављен из разлога дужине и трајања. Серија је продата у преко 10 милиона примерака у 40 земаља. Романи су у Италији издавани у периоду од 2011- 2014. године а у Србији од 2016. до 2018. године. 
Серија прати животе две проницљиве и интелигентне девојчице, Елене (понекад зову "Лену") Греко и Рафаеле ("Лила") Черуло, од детињства до одраслог доба и старости, док покушавају да створе животе за себе усред насилних и заглушујућа култура њиховог дома – сиромашног краја на периферији Напуља, Италија. Романе приповеда Елена Греко.

## Радња романа

### Моја генијална пријатељица
Напуљска тетралогија почиње 2010. године када син старог пријатеља телефонира главном јунаку, жени у 60-им годинама по имену Елена (позната као "Лену"). Еленина другарица из детињства Лила (надимак за "Рафаела") је нестала, а њен син не може да је пронађе. Елена препознаје ово понашање као нешто о чему је Лила, у својим позним годинама, увек причала и верује да је њен нестанак свесна одлука. У духу њиховог љубавног, али амбивалентног односа једне према другој, Елена почиње да ставља на папир све чега се сећа о Лили, почевши од Напуља 1950-их.
Елена и Лила одрастају у сиромашном крају пуном насиља и свађа, где сама Лила схвата да су локални гангстери, породица Солара, наместили невиног човека за убиство. Нико не очекује да се девојчице образују даље од основне школе. Елена је вредна и привлачи пажњу маестре Оливијера, једног од њених учитеља у основној школи, уседелице која је подстиче да побегне од живота осиромашене плебејске класе. На опште изненађење, веома бунтовна Лила се испоставља као чудо које је сама научила да чита и пише. Брзо зарађује највише оцене у разреду, наизглед без труда. Елена је истовремено фасцинирана и застрашена Лилом, посебно након што Лила напише причу за коју Елена сматра да показује праву генијалност. Почиње да се труди да држи корак са Лилом и игнорише упозорење свог учитеља да се не дружи са „плебсом“. Једном, када је Лила бацила Еленину лутку у подрумски отвор локалног кредитара, Елена је урадила исто са Лилином лутком, као доказ да може бити храбра као њена пријатељица. Када Лила неустрашиво оде код зеленаша да тражи да му врате лутке, Елена иде са њом, иако они на крају нису у могућности да их поврате.
Путеви две девојчице се разилазе када Лилини родитељи одбијају да плате даље школовање после основне школе. Еленин отац, међутим, пристаје да плати Елени да настави да учи, након притиска забринутог учитеља, што је погоршало њену огорчену, љубоморну мајку. Да би доказала своју достојност, Лила тајно полаже испит за средњу школу, што је толико разбеснело њеног оца да је баци кроз стаклени прозор, срушивши се на тротоар испод. Након опоравка од повреда, Лила подстиче Елену да прескочи школу у покушају да натера Еленине родитеље да повуку подршку за њено образовање. Али Елена опрашта Лили, знајући колико је Лили тешко да буде остављена док она иде напред. Елена похађа средњу школу и на крају средњу школу. Лила инсистира да Елена, као Лилина бриљантна пријатељица, никада не престане да учи.
Док Елена учи, Лила се бави очевом радњом ципела. На његово негодовање, она сања да дизајнира нове типове ципела како би их обогатила. Такође постаје веома лепа, привлачећи већину младића из суседства, укључујући Марчела Солару, младог сина моћног локалног вође Каморе. Упркос томе што је њена породица притискала да се уда за Марчела, Лила сматра да су Солари у основи зли. Да би побегла од Марчела, прихвата Стефана Карачија, власника локалне бакалнице, када је замоли да се уда за њега. Након што су Карачијеви заслађивали договор пристанком да финансирају Лилин пројекат ципела, њена породица пристаје на брак. Лила и Стефано се венчавају када она има шеснаест година. На венчању, Елену, која се забављала са аутомеханичаром Антониом Капућијем, одбија бурно понашање „плебса“. Стефано крши два обећања Лили, позивајући браћу Солара на њихово венчање и продајући им ципеле које су Лила и њен брат ручно израдили, а Стефано јој је рекао да ће га чувати заувек. Лила сматра да је брак завршен чим је почео.

### Прича о новом презимену
Не осећа више ништа према Стефану и Лила је хладна према њему током њиховог брака. Стефано је туче и силује на њиховом меденом месецу, што је изазвало додатни раздор. Солари постепено преузимају све уноснији пројекат обуће и Лила је, упркос побуни, принуђена да им помаже око продавнице ципела.
Како Лила на различите начине наставља да се побуни, и њена породица и мужевљева породица брину да још није остала трудна. Њен доктор за то криви стрес и преписује одмор. Лила, очајна да не буде сама са својом мајком и свекрвом, наговара Елену да пође са њом. Елена, којој у међувремену и даље иде веома добро у школи и која се заљубила у охолог старијег дечака по имену Нино Сараторе, пристаје под условом да оду у одређено одмаралиште на плажи, знајући да ће Нино бити тамо. Елена наивно није свесна Ниновог незаинтересованости за њу и његове љубоморе на њен таленат за писање. Ускоро Елена и Лила све више проводе дане са Нином. Изненађујуће, Лила и Нино су ти који се заљубљују једно у друго и започињу аферу, чак користећи Елену као свог заједничког повереника. Осећајући се потиштено, Елена попушта пред притиском Доната Саратореа, Ниновог оца, који јој одузима невиност.
Како се одмор ближи крају, Лила остаје трудна и она и Нино планирају да живе заједно. Међутим, њихова афера је кратка, јер се Нино љути на Лилин интелект и нагло је напушта. Лила се на крају враћа свом мужу Стефану. Након што је родила сина, постаје опседнута идејом да је образовање у раном детињству најважније и труди се да научи свог сина да чита и пише. Након што је открила да Стефано има аферу са Адом Капућио, Лила коначно одлучује да га остави заувек. Она бежи у мањи, запуштенији кварт са Ензом, пријатељем из детињства који је заљубљен у њу и обећао јој је да ће је заштитити.
Елена завршава средњу школу без конкретних планова. Након што је чула за бесплатан универзитет у Пизи, она полаже њихове испите и може да стекне универзитетско образовање. Елени је тамо тешко, због сиромаштва и чињенице да је сексуално активна. На крају упознаје Пјетра Аироту, који је незгодан, сувопаран, али љубазан и прави интелектуалац из важне породице. Њих двоје постају пријатељи и по завршетку студија запроси Елену, која прихвата. Пре дипломирања, Елена пише малу причу засновану на свом животу која садржи измишљени приказ ноћи када је изгубила невиност од Доната Саратореа. Елена га поклања Пјетру. Он га, пак, даје својој мајци Адел, која га предаје издавачкој кући, која га одмах прихвата. Књига доводи до финансијског успеха и признања критике за Елену. На њено разочарање, нико из комшилука не помиње књигу осим да коментарише сексуалне пасусе, а чак ни Лила не показује интересовање за њу.

### Прича о онима који одлазе и они који остају
Пре венчања, Елена накратко види Лилу и сазнаје да је радила у фабрици кобасица где је стално малтретирана и сексуално узнемиравана. Лила се такође заљубила у Енза, где њих двоје заједно студирају компјутерско програмирање, али она одбија да дозволи да њихова веза прерасте у сексуалну јер не жели поново да затрудни. Након што јој Елена помогне да набави пилулу, Лила довршава своју везу са Ензом. У међувремену, Елена, која није хтела да има децу све док није написала другу књигу, одмах остаје трудна. Прође неколико година и Елена успе да напише још једну књигу пре рођења своје друге ћерке, али након што јој Лила и Адел кажу да то није добро, она одлучује да напусти пројекат и посвети се томе да буде жена и мајка.
Елена поново наилази на Нина, након што га њен муж Пјетро доводи кући. Она открива да га и даље привлачи, упркос чињеници да је напустио њену пријатељицу након њихове љубавне везе. Инспирисана његовом пажњом, она пише феминистички текст који Адел сматра вредним објављивања. Она и Нино такође започињу аферу, због чега Елена схвата да је несрећна у браку и убеђује је да напусти Пјетра.
Елена дели своје планове са Лилом, која је ужаснута. Иако Лила сада схвата да је њен син, за кога је веровала да је Нинов, заправо биолошки Стефанов, она и даље гаји огорченост према Нину и гледа на њега као на празну, расипничку особу. Лилино богатство је у порасту: она и Ензо сада успешно раде као компјутерски програмери. Лила је у искушењу да ради за Микелеа Солару, који је и даље толико опседнут њом, да је спреман да јој плати превелику суму новца. Елена такође сазнаје да њена млађа сестра спава са Марчелом Соларом.

### Прича о изгубљеној девојчици
После неколико месеци свађе, Елена коначно успева да напусти Пјетра. Међутим, од Лиле сазнаје да, упркос обећањима да је и он напустио своју жену, Нино није урадио тако нешто. Упркос првобитном покушају да раскине с њим, Елена на крају одлучује да прихвати Нина онаквог какав јесте и сели се са својим ћеркама у Напуљ како би му била ближа. Она затрудни са Ниновим дететом у исто време када Лила остаје трудна са Ензовом ћерком. Рађају ћерке у размаку од месец дана. Лила свом детету даје име Тина, исто име као Еленина давно изгубљена лутка, док Елена својој ћерки даје име Има, по својој мајци, која умире од рака убрзо након рођења унуке. Преоптерећена обавезама око подизања три ћерке, Елена се налази у финансијским потешкоћама упркос помоћи Пјетра и Нина. Једног дана открива да Нино има секс са њеном спремачицом, а затим од Лиле сазнаје да је наставио да има више афера са многим женама, и пре и током њиховог заједничког времена, чак и запросио Лилу. Згрожена Нином, Елена коначно проналази снагу да заувек раскине с њим.
Усред ових превирања, Елена покушава да заврши трећу књигу коју је уговором била обавезна да напише, али без времена једноставно шаље свом издавачу књигу коју је написала док је била трудна са средњим дететом, танко прикривени извештај о њеном детињству, очекујући да буде одбачен. Уместо тога, издавач има велику подршку, сматрајући то сјајним делом.
Подстакнута издавачем, Елена и њена деца усељавају се у стан изнад њене старе пријатељице Лиле. Она схвата да се комшилук озбиљно променио од када је одрасла. Многи људи, укључујући и Еленину рођену браћу, сада су укључени у продају и употребу дроге за Соларе, док се Лила сматра писменом у комшилуку, једина која може да се супротстави Соларима и која запошљава људе у свом компјутерском бизнису, помажући им да се удаље од дроге.
Успех Еленине књиге ствара проблеме за Соларе, када новински чланак открива да садржи измишљене извештаје о њиховим незаконитим пословима. Солари воде тужбу против Елене преко Кармен Пелузо, њене школске другарице из детињства, а њихов задатак у комшилуку делује опако него икада. Након што је Микеле повредио Лилу, Лила даје све доказе о њиховим незаконитим пословима Елени и заједно пишу чланак који документује злочине Солараса. Елена схвата да то неће учинити ништа да их спречи, али Лила је то ипак објавила, да би се горко разочарала када је све што чини је да Елени да још славе.
Убрзо након тога, Елена тражи од Нина да се поново појави и буде део живота њихове ћерке. Током изласка са свом децом, Тина мистериозно нестаје. Ензо верује да су је Солари киднаповали и/или убили, док Лила тврди да је њихова ћерка још увек жива и да би им се једног дана могла вратити.
Елена и Лила су и даље све више отуђене једна од друге док Лила очајава због своје изгубљене ћерке. Елена, тада још познатија списатељица, последњи пут се исељава из њиховог детињства. Лила постаје опседнута историјом Напуља и цикличном природом људског живота. Увиђајући привидну безначајност свега тога, некако јој је логично да је пожељно да нестане без трага, иако ће то бити тешко у новом компјутерском добу. Пролазе деценије, иако остају у контакту, док Елена коначно не напише мали роман о њиховом пријатељству. У том тренутку, Лила искључује Елену из њеног живота. Касније, сустижући почетак књиге, Лила још увек није пронађена. Једног дана Елена добија поштом две лутке које су изгубиле када су биле деца. Значење овога је двосмислено.

### Ликови

#### Греко породица
- Елена („Лену“) Греко (као одрасла особа постаје успешан писац)
- Виторио Греко (Еленин отац, портир у градској кући)
- Имаколата Греко (Еленина мајка, домаћица)
- Пепе, Ђани и Елиса Греко (Еленина млађа браћа и сестра)

#### Породица Черуло
- Рафаела („Лила” или „Лина”) Черуло (као одрасла особа води успешан компјутерски посао)
- Фернандо Черуло (Лилин отац, ради у продавници ципела)
- Нунзиа Черуло (Лилина мајка, домаћица)
- Рино Черуло (Лилин старији брат, пет до седам година старији од Лиле, ради у породичној продавници ципела)

#### Породица Сараторе
- Донато Сараторе (кондуктер и песник)
- Лидија Сараторе (Донатова жена, домаћица)
- Нино Сараторе (њихов најстарији син, две године старији од Лиле и Елене, као одрасла особа је професор и политички активан)
- Мариса Сараторе (Нинова сестра, у годинама са Лилом и Еленом)
- Пино, Клелија и Киро Сараторе (млађа деца)

#### Породица Карачи
- Дон Ахил Карачи (власник и ради у продавници, бивши зеленаш и агент на црном тржишту)
- Марија Карачи (његова жена, ради у породичној продавници)
- Стефано Карачи (њихов најстарији син, пет до седам година старији од Лиле и Елене, ради у породичној продавници)
- Пинућиа Карачи (Стефанова млађа сестра)
- Алфонсо Карачи (Стефанов и Пинућијин млађи брат, у годинама са Лилом и Еленом)

#### Породица Солара
(суседска мафија, поседују бар као и неколико других предузећа, легалних или не)
- Силвио Солара
- Мануела Солара (његова жена)
- Марчело Солара
- Микеле Солара

#### Спањуоло породица
- Ђиола Спањуоло (у годинама са Лилом и Еленом)
- Њен отац (посластичар)
- Њена мајка (домаћица)
- Њен млађи брат

#### Породица Пелузо
- Паскуале Пелузо(грађевински радник)
- Кармела („Кармен“) Пелузо(његова млађа сестра, у годинама са Лилом и Еленом)
- Алфредо Пелузо, њихов отац (столар)
- Њихова мајка (домаћица)

#### Скано породица
- Никола Скано (продавац воћа и поврћа)
- Асунта Скано (његова жена, продавац воћа и поврћа)
- Енцо Скано (њихов најстарији син, као одрасла особа води успешан компјутерски посао са Лилом)
- млађа деца

#### Породица Капућио
- Покојни отац Капућио
- Мелина Капучио (луда жена, заљубљена у Доната Саратореа, чисти степеништа зграда у комшилуку)
- Антонио Капућио (њихов син, ради у гаражи)
- Ада Капућио (Антонијева сестра, помаже мајци да чисти степенице, касније ради у продавници Карачи)
- млађа деца

#### Породица Ајрота
- Гвидо Аирота (професор грчке књижевности)
- Адел Аирота (његова жена, књижевни критичар)
- Мариароса Аирота (њихова ћерка, професор историје уметности у Милану)
- Пјетро Аирота (њихов син, такође професор, Еленин муж и отац две Еленине старије ћерке)

## Теме
Централне теме у романима су женско пријатељство и обликовање живота жена њиховим друштвеним миљеом, сексуална и интелектуална љубомора и надметање у женском пријатељству, женска амбивалентност према синовским и мајчинским улогама, излазак интелигентне деце из насилног породичног и друштвеног окружења, класни сукоб, улога књижевности и друштвена одговорност писца усред друштвених преврата и у оквиру протестних покрета, променљиви услови жена 1970-их, рана компјутеризација и штрајкови италијанских фабрика 1970-их.

## Критика
У 2019. години The Guardian се први роман тетралогије "Моја генијална пријатељица" сврстао као 11. најбоља књига од 2000. године. Целокупна серија је такође наведена у Vulture као једна од 12 „нових класика“ од 2000. године.

## Адаптација
Телевизијска серија од 32 дела је такође у припреми у продукцији Fandango Productions, а сценарио ће водити писац Франческо Пиколо. Дана 30. марта 2017. године, објављено је да ће ХБО и РАИ емитовати првих осам епизода које су адаптација првог од четири напуљска романа а премијерно су приказане на ХБО-у 18. новембра 2018. године. 